# 回紇海花介
回紇海花介（学名：Pontocythere huihoi）为荊花介科海花介屬下的一个种。